# Challenger de Buenos Aires 2021 - Singolare
Sumit Nagal era il detentore del titolo ma ha scelto di non partecipare.
In finale Sebastián Báez ha sconfitto Thiago Monteiro con il punteggio di 6–4, 6–0.

## Teste di serie
1. Thiago Monteiro (finale)
2. Juan Manuel Cerúndolo (semifinale)
3. Francisco Cerúndolo (semifinale)
4. Juan Pablo Varillas (quarti di finale)

1. Hugo Dellien (quarti di finale)
2. Thiago Seyboth Wild (primo turno)
3. Sebastián Báez (campione)
4. Tomás Martín Etcheverry (quarti di finale)

## Qualificati
1. Ignacio Monzón (primo turno)
2. Martín Cuevas (quarti di finale)

1. Francisco Comesaña (primo turno)
2. Carlos Gómez-Herrera (primo turno)

## Wildcard
1. Mariano Navone (secondo turno)
2. Román Andrés Burruchaga (primo turno)

1. Juan Bautista Torres (primo turno)

## Tabellone

### Legenda
| - Q = Qualificato - WC = Wild card - LL = Lucky loser | - ALT = Alternate - SE = Special Exempt - PR = Protected Ranking | - w/o = Walkover - r = Ritirato - d = Squalificato |